# HD 77615
HD 77615，又名CP-60 1283，SAO 250417、HR 3604，是一颗恒星，视星等为5.79，位于銀經278.35，銀緯-9.65，其B1900.0坐标为赤經8h 58m 27.6s，赤緯-60° -9.65′ 15″。